# 1369 Ostanina
1369 Ostanina (1935 QB) là một tiểu hành tinh vành đai chính được phát hiện ngày 27 tháng 8 năm 1935 bởi P. Shajn ở Simeis.